# Khoun Laboravy
Khoun Laboravy (Khmer ឃួន ឡាបូរ៉ាវី; * 25. August 1988 in Kampong Cham) ist ein kambodschanischer Fußballspieler.

## Karriere

### Verein
Khoun Laboravy stand von 2008 bis 2013 beim Preah Khan Reach Svay Rieng im kambodschanischen Svay Rieng unter Vertrag. 2013 wurde er mit 20 Toren Torschützenkönig der ersten Liga, der Cambodian League. 2013 feierte er mit dem Verein die Meisterschaft. Den Hun Sen Cup gewann er mit dem Klub 2011 und 2012. 2014 wechselte er zum Ligakonkurrenten Boeung Ket Angkor nach Kampong Cham. 2016 und 2017 wurde er mit Boeung Ket kambodschanischer Meister. Im Juni 2018 ging er nach Thailand. Hier unterschrieb er einen Vertrag beim Surat Thani FC. Der Verein aus Surat Thani spielte in der dritten Liga, der Thai League 3. Hier trat Surat Thani in der Southern Region an.

### Nationalmannschaft
Khoun Laboravy spielte von 2008 bis 2018 in der kambodschanischen Nationalmannschaft. Hier bestritt er 55 Länderspiele.

## Erfolge
Preah Khan Reach Svay Rieng
- Cambodian League: 2013
- Hun Sen Cup: 2011, 2012

Boeung Ket Angkor
- Cambodian League: 2016, 2017

## Auszeichnungen
- Cambodian League: Torschützenkönig 2013 (20 Tore/Svay Rieng)